# Pares
Pares – miejscowość w Antigui i Barbudzie; na wyspie Antigua (Saint Peter); 678 mieszkańców (2008)